# Абрамова, Анастасия Лаврентьевна
Анастаси́я Лавре́нтьевна Абра́мова (в девичестве — Токунова, 1915—2012) — советская учёная-бриолог.

## Биография
Родилась 26 октября 1915 года в Санкт-Петербурге в семье рабочего Лаврентия Сергеевича Токунова и его супруги Марии Клементьевны. С 1933 года работала в должности чертёжницы на заводе имени Макса Гельца, одновременно училась на рабфаке при Ленинградском университете. В 1934 году поступила на биологический факультет ЛГУ, выбрала кафедру морфологии и систематики высших растений, где училась у профессора Николая Адольфовича Буша.
Первую научную статью Анастасия Лаврентьевна опубликовала в 1938 году, она была посвящена овсянице изменчивой (Festuca varia). Уже в 1937 году заинтересовалась изучением флоры мохообразных. В 1939 году с отличием окончила Ленинградский университет, продолжив обучение в аспирантуре.
В 1939 году Анастасия Лаврентьевна вышла замуж за своего однокурсника Ивана Ивановича Абрамова (1912—1990). Во время Великой Отечественной войны Анастасия Абрамова-Токунова с дочерью (Людмила Ивановна Абрамова, род. 1940 — кандидат биологических наук) была эвакуирована в Череповец, после чего — в Башкирию. В 1944 году переехала в город Сталино, после войны продолжила учёбу в аспирантуре ЛГУ под руководством Александра Александровича Корчагина, также проводила летнюю практику со студентами.
С 1946 года Анастасия Лаврентьевна работала младшим научным сотрудником Ботанического института АН СССР. В 1947 году она получила степень кандидата биологических наук за монографию семейств Meesiaceae и Catoscopiaceae. С 1954 года Анастасия Абрамова была старшим научным сотрудником.
А. Л. Абрамова принимала участие в написании «Флоры споровых растений СССР».
В 1979 году Анастасия Лаврентьевна ушла на пенсию.
6 августа 2012 года Анастасия Лаврентьевна Абрамова скончалась в возрасте 96 лет.

## Некоторые научные публикации
- Абрамова А. Л., Абрамов И. И. Материалы к флоре печёночных мхов Юго-Осетии // Труды Ботанического института АН СССР, сер. 2. — 1953. — Т. 8. — С. 375—402.
- Абрамова А. Л., Абрамов И. И. Киммерийские мхи Дуаба (Абхазия) // Труды Ботанического института АН СССР, сер. 2. — 1959. — Т. 12. — С. 301—359.
- Абрамова А. Л., Абрамов И. И. К пониманию некоторых дальневосточных мхов СССР // Новости систематики низших растений. — 1981. — Т. 18. — С. 153—178.
- Абрамов И. И., Абрамова А. Л. Конспект флоры мхов Монгольской народной республики // Биологические ресурсы и природные условия Монгольской народной республики. — 1983. — Т. 17. — 222 с.

## Виды растений, названные в честь А. Л. Абрамовой
- Entosthodon abramovae Fedosov & Ignatova, 2010